# Silvesterlauf Gersthofen
Der Internationale Silvesterlauf Gersthofen (offizielle Bezeichnung Internationaler LEW Silvesterlauf Gersthofen, nach dem Hauptsponsor LEW) ist ein vom TSV 1909 Gersthofen ausgerichteter, seit 1967 an Silvester stattfindender Volkslauf in Gersthofen (Landkreis Augsburg).
Aktuell führt die Laufstrecke auf ca. 2 km durch die Stadt Gersthofen und anschließend für ca. 8 km durch die Auen des Lech.
Neben dem eigentlichen Silvesterlauf gibt es seit 1969 ein Silvesterwandern über ca. 10 km, seit 1998 einen Flitzilauf über ca. 300/600 m für 4- bis 11-Jährige, seit 1999 einen Schülerlauf über ca. 2 km und seit 2004 Nordic Walking über ca. 10 km.

## Historie
Quelle (bis 2006): Festschrift des Veranstalters zum 40. Jubiläum 2006, S. 18–22
- 1967: 1. Internationaler Silvester-Lauf und -Marsch
  - Wertungsklassen: Lauf, sportliches Gehen, Marsch – Streckenlänge ca. 9,9 km
  - 846 Teilnehmer, darunter Karl J. Weiß, Bürgermeister der damaligen Marktgemeinde Gersthofen sowie Marschgruppen der Garnison der französischen Streitkräfte in Rastatt, des Signal-Bataillons der US-Garnison Augsburg und des Reservistenverbandes der Bundeswehr
- 1968:
  - 1.363 Teilnehmer
  - Streckenlänge verkürzt auf ca. 9,6 km
- 1969: Einführung der allgemeinen Wanderklasse
- 1970: erneute Änderung der Streckenlänge auf ca. 10 km
- 1975: erstmals treten mehr Läufer als Geher an
- 1976: Einführung einer eigenen Frauenklasse
- 1977: Einführung einer Mannschaftswertung im Silvesterlauf
- 1978:
  - Österreichs Geher-Elite ist mit den Brüdern Hans und Wilfried Siegele am Start
  - Ein Teilnehmer aus Japan: Professor Yukinaga Yokoyama tritt beim Silvesterlauf an
- 1982: Wegen mangelnder Teilnahme kann das Gehen nicht mehr stattfinden
- 1986:
  - Teilnahme von Hans-Peter Ferner, Europameister von 1982 über 800 m
  - Einführung der 2 km langen Stadtrunde vor dem Lauf durch die Lechauen
- 1988: Erstmals über 1.000 Läufer und Läuferinnen am Start
- 1990: Der 30.000ste Teilnehmer wird begrüßt
- 1992: Der vierfache Olympiasieger Emil Zátopek gibt den Startschuss
- 1995: Konrad Dobler wird zum 10. Mal Silvesterlaufsieger
- 1998 Einführung des Flitzilaufs für 4- bis 11-jährige
- 1999:
  - Einführung einer eigenen Schülerklasse für 10- bis 15-jährige, Laufstrecke ist die Stadtrunde
  - Die Fachzeitschrift running pur bezeichnet die Veranstaltung als „Kult-Lauf“.[1]
- 2004: Einführung von Nordic Walking
- 2006: 40. Auflage des Laufes
- 2009: Einführung einer eigenen Strecke für den Schülerlauf
- 2013: Einführung der Chip-Zeitmessung
- 2016: 50. Auflage des Laufes (mit Teilnehmerrekord: 1820 Starter[2])
- 2020: Aufgrund der Corona-Pandemie konnte der Lauf erstmals seit 1967 nicht durchgeführt werden
- 2021: Auch 2021 fand aufgrund der Pandemie kein „Präsenz-Lauf“ statt. Ca. 160 Läufer und Läuferinnen beteiligten sich am virtuellen Silvesterlauf (via App)

## Statistik

### Teilnehmerzahlen
Quelle: Ergebnislisten des Veranstalters
- 2007: 1124 Teilnehmer im Ziel (826 Männer, 226 Frauen, 46 Schüler, 26 Schülerinnen)
- 2008: 1188 Teilnehmer im Ziel (853 Männer, 245 Frauen, 52 Schüler, 38 Schülerinnen)
- 2009: 1191 Teilnehmer im Ziel (852 Männer, 247 Frauen, 61 Schüler, 31 Schülerinnen)
- 2010:  988 Teilnehmer im Ziel (728 Männer, 192 Frauen, 46 Schüler, 22 Schülerinnen)
- 2011: 1154 Teilnehmer im Ziel (837 Männer, 252 Frauen, 41 Schüler, 24 Schülerinnen)
- 2012: 1161 Teilnehmer im Ziel (841 Männer, 251 Frauen, 47 Schüler, 22 Schülerinnen)
- 2013: 1272 Teilnehmer im Ziel (884 Männer, 294 Frauen, 54 Schüler, 40 Schülerinnen)
- 2014:  932 Teilnehmer im Ziel (681 Männer, 189 Frauen, 40 Schüler, 22 Schülerinnen)
- 2015: 1108 Teilnehmer im Ziel (767 Männer, 272 Frauen, 34 Schüler, 33 Schülerinnen)
- 2016: 1257 Teilnehmer im Ziel (875 Männer, 328 Frauen, 28 Schüler, 26 Schülerinnen)
- 2017: 1196 Teilnehmer im Ziel (819 Männer, 318 Frauen, 33 Schüler, 26 Schülerinnen)
- 2018: 1063 Teilnehmer im Ziel (717 Männer, 295 Frauen, 24 Schüler, 27 Schülerinnen)
- 2019: 1206 Teilnehmer im Ziel (821 Männer, 307 Frauen, 42 Schüler, 36 Schülerinnen)
- 2020: kein Lauf
- 2021: virtueller Lauf, keine Wertung
- 2022:  832 Teilnehmer im Ziel (561 Männer, 226 Frauen, 27 Schüler, 18 Schülerinnen)
- 2023: 1102 Teilnehmer im Ziel (703 Männer, 331 Frauen, 32 Schüler, 36 Schülerinnen)
- 2024: 1264 Teilnehmer im Ziel (791 Männer, 400 Frauen, 55 Schüler, 18 Schülerinnen)

### Siegerliste
Quelle: Ergebnislisten des Veranstalters
Die Frauenklassen/-wertungen wurden erst mit dem Lauf 1976 eingeführt
| Jahr | Männer                          | Frauen                    |
| ---- | ------------------------------- | ------------------------- |
| 2024 | Tobias Gröbl -9-                | Katharine Engelhardt -2-  |
| 2023 | Tobias Gröbl -8-                | Katharine Engelhardt      |
| 2022 | Brian Weisheit -2-              | Kerstin Liebl             |
| 2021 | virtueller Lauf – keine Wertung |                           |
| 2020 | kein Lauf                       |                           |
| 2019 | Brian Weisheit                  | Kerstin Hirschner         |
| 2018 | Tobias Gröbl -7-                | Brendah Kebaya            |
| 2017 | Yossief Tekle -2-               | Cornelia Griesche -5-     |
| 2016 | Yossief Tekle                   | Cornelia Griesche -4-     |
| 2015 | Tobias Gröbl -6-                | Cornelia Griesche -3-     |
| 2014 | Tobias Gröbl -5-                | Cornelia Griesche -2-     |
| 2013 | Tobias Gröbl -4-                | Cornelia Griesche         |
| 2012 | Tobias Gröbl -3-                | Monika Schuri -2-         |
| 2011 | Tobias Gröbl -2-                | Bernadette Pichlmaier -3- |
| 2010 | Tobias Gröbl                    | Bernadette Pichlmaier -2- |
| 2009 | Bruno Schumi                    | Bernadette Pichlmaier     |
| 2008 | Heiko Middelhoff -3-            | Kathrin Luxenhofer        |
| 2007 | Heiko Middelhoff -2-            | Katharina Kaufmann -5-    |
| 2006 | Heiko Middelhoff                | Katharina Kaufmann -4-    |
| 2005 | Thomas Straßmeir                | Katharina Kaufmann -3-    |
| 2004 | Joseph Katib                    | Monika Schuri             |
| 2003 | Jan Havlíček -2-                | Barbora Kuncová (CZE)     |
| 2002 | Jan Havlíček (CZE)              | Petra Kamínková -4-       |
| 2001 | Jiří Miler -2-                  | Petra Kamínková -3-       |
| 2000 | Michael Nejedlý (CZE)           | Petra Kamínková -2-       |
| 1999 | Stefan Stahl -2-                | Petra Kamínková (CZE)     |
| 1998 | Jiří Miler (CZE)                | Katharina Kaufmann -2-    |
| 1997 | Stefan Stahl                    | Katharina Kaufmann        |
| 1996 | Vladimír Vašek (CZE)            | Johanna Baumgartner -2-   |
| 1995 | Konrad Dobler -10-              | Johanna Baumgartner       |
| 1994 | Konrad Dobler -9-               | Bernadette Hudy -3-       |
| 1993 | Václav Pařík (CZE)              | Bernadette Hudy -2-       |
| 1992 | Richard Negele                  | Bernadette Hudy           |
| 1991 | Konrad Dobler -8-               | Rita Marquard -2-         |
| 1990 | Konrad Dobler -7-               | Rita Marquard             |
| 1989 | Konrad Dobler -6-               | Gabi Almannstötter -3-    |
| 1988 | Konrad Dobler -5-               | Gabi Almannstötter -2-    |
| 1987 | Konrad Dobler -4-               | Elke Herrmann -5-         |
| 1986 | Konrad Dobler -3-               | Gabi Almannstötter        |
| 1985 | Andreas Weniger -4-             | Elke Herrmann -4-         |
| 1984 | Konrad Dobler -2-               | Elke Herrmann -3-         |
| 1983 | Andreas Weniger -3-             | Elke Herrmann -2-         |
| 1982 | Andreas Weniger -2-             | Traudl Scherer-Christ     |
| 1981 | Erwin Nothelfer -2-             | Elke Herrmann             |
| 1980 | Konrad Dobler                   | Elisabeth Kunkel          |
| 1979 | Erwin Nothelfer                 | Susanne Schlichtherle     |
| 1978 | Josef Lechner -3-               | Sandra Grimes             |
| 1977 | Andreas Weniger                 | Gerda Ranz                |
| 1976 | Günther Kohl                    | Barbara Herbst            |
| 1975 | Josef Lechner -2-               |                           |
| 1974 | Josef Lechner                   |                           |
| 1973 | Heinz Mörtel                    |                           |
| 1972 | Hans Fischer                    |                           |
| 1971 | Hans Munzinger -3-              |                           |
| 1970 | Jörg von Mannstein              |                           |
| 1969 | Hans Munzinger -2-              |                           |
| 1968 | Siegfried Spreng                |                           |
| 1967 | Hans Munzinger                  |                           |